# Patrick Favardin
Patrick Favardin, né le 10 mars 1951 à Bizerte (protectorat français de Tunisie) et mort le 28 novembre 2016, dans le 6e arrondissement de Paris, est un galeriste, historien de l'art et critique d'art français.

## Biographie
Patrick Favardin a étudié à l'université Paris-Nanterre. Il est titulaire d'un doctorat en art et archéologie, obtenu sous la direction d'Yves Bottineau (1985). Ses travaux portent essentiellement sur les arts décoratifs de la seconde moitié du XXe siècle et sur l'art contemporain en général.
En 1976, il est chargé de recherche notamment auprès du ministère de l’Équipement et du Logement, du CNRS, de la Caisse des Monuments historiques (l'actuel Centre des Monuments nationaux), du CNET et de l'Institut d'urbanisme de Créteil.
À partir de 1983, il participe à de nombreuses expositions en tant que commissaire, chargé de recherche ou concepteur. Il participera notamment à l'Exposition commémorative du centenaire de la mort de Léon Gambetta en 1983, au Musée du Luxembourg, et à l'Hommage à la Warner Bros. au Centre Georges-Pompidou en 1991.
En 1985, il est nommé responsable des expositions du Festival de la Foire Saint-Germain (Paris VIe) en qualité d'organisateur et de commissaire. Au cours de cette période, il participera aux expositions suivantes :
- 1986 : Splendeurs et misères du dandysme[8]
- 1987 : Le Style 50, un moment de l'art français
- 1988 : Les origines sacrées de Paris
- 1989 : La douceur de vivre à la veille de la révolution
- 1990 : Rêver Venise
- 1991 : Japon 91
- 1992 : L'Amérique. Terre d'utopie
- 1993 : La Garçonne
- 1993 : Hommage à Marcelle Loubchansky
- 1994 : Claude Nicolas Ledoux et Emilio Terry. Deux architectes de l'imaginaire
- 1994 : Horizons infinis. Un aspect de l'abstraction lyrique
- 1995 : Henri Alekan. Chef opérateur

En 1998, Patrick Favardin ouvre, dans le Marais à Paris, la Galerie A Rebours, en référence au titre du livre de Joris-Karl Huysmans, en mémoire de son premier livre dédié au dandysme. Il y présente, pendant près de dix ans, tout à la fois les créations des arts décoratifs des années 1950, des céramistes contemporains français et des artistes plasticiens de son choix. Il est notamment à l'origine de la redécouverte de certains céramistes tels que les Frères Cloutier, Mado Jolain, Jacques Blin ou Fernand Lacaf.
En 2005, il rencontre Laurent de Verneuil, avec lequel il s'associe. Les deux galeristes s'installent rue Duret. Dans la nouvelle Galerie Favardin & de Verneuil, ils présentent des artistes plasticiens contemporains (Kim Simonsson, Milton Rosa-Ortiz, Anders Ruhwald, Marc Alberghina, Farida Le Suavé, Jarmo Mäkilä...), et privilégient deux directions : les artistes privilégiant la céramique et les artistes de l'Europe du Nord.
Par ailleurs, il est commissaire de deux expositions consacrées à Steiner :
- 2007 : 80 ans de design français à la Galerie VIA à Paris
- 2008 : Steiner et l'aventure du design au Musée d'art contemporain de Marseille

En 2011, il s'associe avec David Mistre et ouvre la galerie Mistre & Favardin, rue Aubriot dans le Marais. Avec ce deuxième espace parisien, il renoue avec les créateurs et décorateurs des années 1950 à nos jours (Willy Rizzo, Alain Richard, Joseph-André Motte, Jacques Pouchain, Tim Orr, Jean Derval...) et présente tout à la fois la grande décoration qu'il mélange avec la création contemporaine.

## Publications
- Le Style 50 : Un moment de l'art français, Paris, Sous le Vent, 1987  (ISBN 978-2012602991)
- avec Laurent Boüxière, Le dandysme, Lyon, La Manufacture, 1988  (ISBN 978-2737700682)
- Les Années 50, coll. Carnet du chineur, Paris, Le Chêne, 1999  (ISBN 978-2842770860)
- Scènes d’intérieur. Aquarelles de la collection Mario Praz et Chigi, Paris, Éditions Norma, 2002  (ISBN 978-2909283739)
- Les Décorateurs des années 50, Paris, Éditions Norma, 2002, nouvelle édition, 2012:  (ISBN 978-2909283616)
- avec Alain Chiglien, Nicola L., Paris, Éditions Norma, 2003  (ISBN 978-2915542097)
- avec Maryse Haerdi, L'Épouvantable Ogre des neiges trappé par 80 diablotins, illustrations de  Jean-Pierre Haerdi, Simon Messagier et Tigrane, Paris, Éditions Carmin, 2003
- « Speaking of Design : an interview with Maria Pergay » in Suzanne Demisch, Maria Pergay : Between Ideas And Design, New York, Demisch Danant, 2006  (ISBN 978-0977329700)
- avec Guy Bloch-Champfort, Les décorateurs des années 60-70, Paris, Éditions Norma, 2007  (ISBN 978-2915542066)
- Steiner et l'aventure du design, Paris, Éditions Norma, 2007  (ISBN 978-2915542097)
- Didier Teissonnière, avec la collaboration de Patrick Favardin et Laurent de Verneuil, La lampe Gras, Paris, Éditions Norma, 2008  (ISBN 978-2915542189)
- « Les Femmes et le Design. 1945-1965 » in Camille Morineau (sous la dir. de), elles@centrepompidou, Paris, Centre Georges Pompidou, 2009  (ISBN 978-2844263841)
- « Le VIA, une évolution stylistique » in Valérie Guillaume (sous la dir. de), VIA Design 3.0. 1979-2009. 30 ans de création de mobilier, Paris, Via-Centre Georges Pompidou, 2009  (ISBN 978-2844264343)
- « Jean-Michel Frank et les surréalistes » in Pierre-Emmanuel Martin-Vivier, Jean-Michel Frank. Un décorateur dans le Paris des années 30, Paris, Éditions Norma, 2009  (ISBN 978-2915542233)
- avec Jean-Jacques Wattel, Jean Derval, céramiste et sculpteur, Paris, Éditions Norma, 2011  (ISBN 978-2915542400)
- avec Elisabeth Vedrenne, Kristin Mckirdy céramiste, Paris, Éditions Norma, 2012  (ISBN 978-2915542479)
- Préface in Pierre Gencey, Jacques Hitier. Modernité industrielle, Paris, Picpoq, 2013  (ISBN 978-2919459049)
- Les Frères Cloutier, Céramistes et Sculpteurs, Paris, Éditions Norma, 2014  (ISBN 978-2915542622)